# Scopariopsis
Scopariopsis is een geslacht van vlinders van de familie uilen (Noctuidae), uit de onderfamilie Amphipyrinae.

## Soorten
- S. grisea Strand, 1909
- S. pallidegrisea Strand, 1909
- S. viridigrisea Strand, 1909